# Чемпионат России по дзюдо 2018

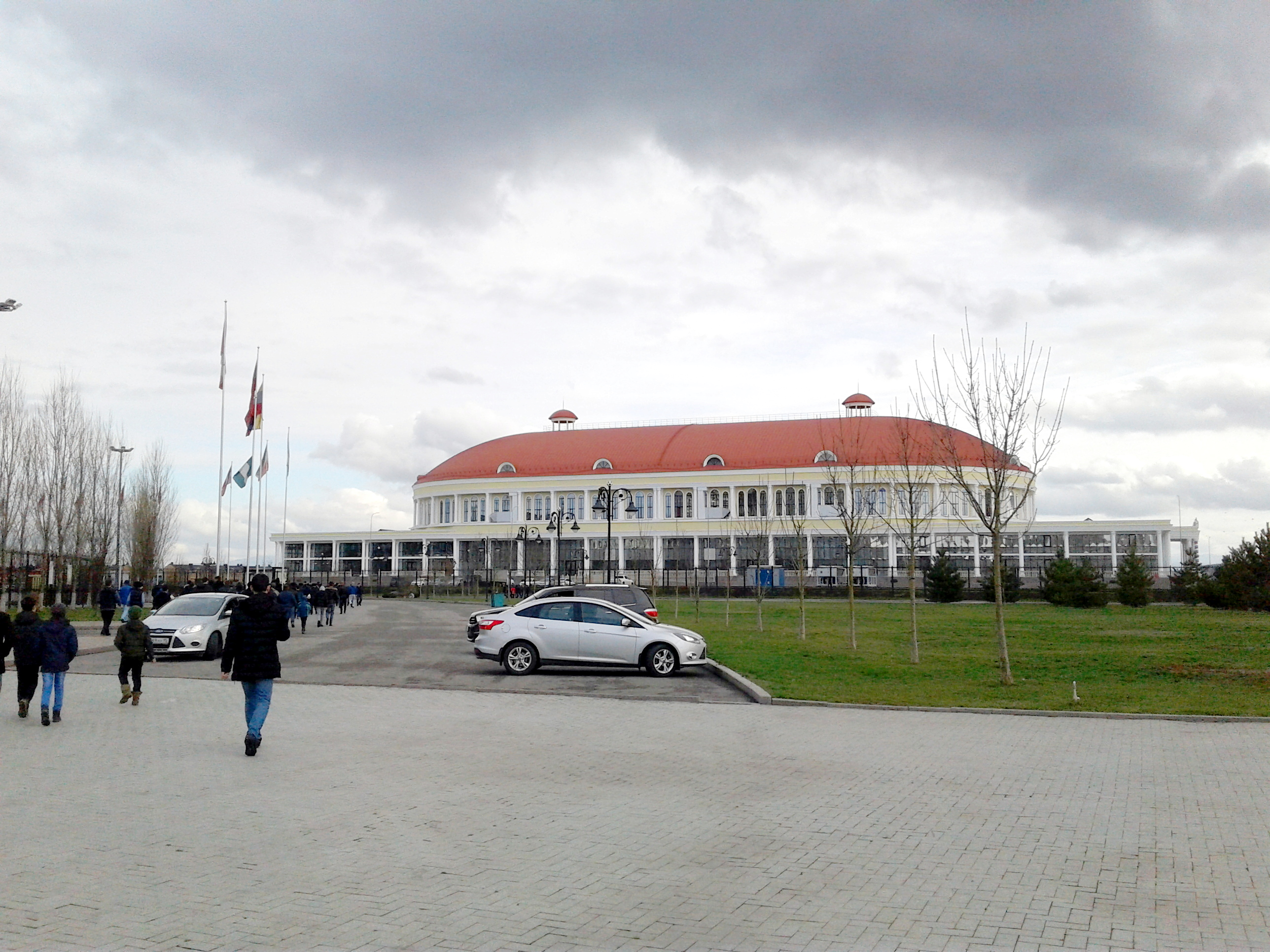
Дворец волейбола, в котором проходили соревнования.

Чемпионат России по дзюдо 2018 года проходил с 10 по 13 октября в Грозном во Дворце волейбола имени Увайса Ахтаева. В соревнованиях приняли участие 519 спортсменов (350 дзюдоистов и 169 дзюдоисток).

## Медалисты

### Мужчины
| Категория                   | Золото                                               | Серебро                                            | Бронза                                                             |
| --------------------------- | ---------------------------------------------------- | -------------------------------------------------- | ------------------------------------------------------------------ |
| Наилегчайший вес (до 60 кг) | Сахават Гаджиев Свердловская область                 | Альберт Монгуш Тыва                                | Семён Курташов Кемеровская область Аюб Блиев Краснодарский край    |
| Полулёгкий вес (до 66 кг)   | Зелимхан Оздоев Ингушетия                            | Исмаил Часыгов Ингушетия                           | Якуб Шамилов Чечня Ислам Хаметов Самарская область                 |
| Лёгкий вес (до 73 кг)       | Лечи Эдиев Чечня                                     | Феликс Галуаев Московская область, Северная Осетия | Лео Фогель Красноярский край Биаслан Блимготов Карачаево-Черкесия  |
| Полусредний вес (до 81 кг)  | Абас Азизов Чечня                                    | Дмитрий Рыбин Московская область                   | Денис Калинин Москва Дмитрий Ярцев Челябинская область             |
| Средний вес (до 90 кг)      | Джафар Костоев Ингушетия                             | Измаил Хамхоев Санкт-Петербург, Ингушетия          | Сайд-Эми Жамбеков Чечня Александр Росляков Москва                  |
| Полутяжёлый вес (до 100 кг) | Олег Ишимов Челябинская область                      | Рамазан Малсуйгенов Карачаево-Черкесия             | Мераб Маргиев Северная Осетия Руслан Киселёв Москва                |
| Тяжёлый вес (свыше 100 кг)  | Антон Кривобоков Санкт-Петербург, Курганская область | Антон Брачёв Севастополь, Республика Крым          | Ален Цховребов Северная Осетия Сослан Бостанов Челябинская область |

### Женщины
| Категория                   | Золото                                  | Серебро                            | Бронза |
| --------------------------- | --------------------------------------- | ---------------------------------- | --- |
| Наилегчайший вес (до 48 кг) | Оксана Агазаде Москва                   | Лилия Киселёва ХМАО                | Ольга Титова Свердловская область Кристина Кокаева Северная Осетия                                               |
| Полулёгкий вес (до 52 кг)   | Дарья Бобрикова Москва                  | Галия Сагитова Санкт-Петербург     | Айгуль Куценко Тюменская область Анастасия Поликарпова Москва                                                    |
| Лёгкий вес (до 57 кг)       | Карина Черевань Московская область      | Екатерина Доценко Пермская область | Дилбара Салкарбек Самарская область, Санкт-Петербург Наталья Голомидова Московская область, Свердловская область |
| Полусредний вес (до 63 кг)  | Яна Полякова Свердловская область       | Ирина Громова Алтайский край       | Дарья Давыдова Тюменская область Мария Грызлова Тульская область                                                 |
| Средний вес (до 70 кг)      | Валентина Мальцева Пермская область     | Мария Зольникова Тюменская область | Екатерина Лялина Москва Ревекка Харебова Северная Осетия                                                         |
| Полутяжёлый вес (до 78 кг)  | Алёна Качоровская Волгоградская область | Анастасия Дмитриева Москва         | Татьяна Лялина Москва Вера Москалюк ХМАО                                                                         |
| Тяжёлый вес (свыше 78 кг)   | Ольга Артошина Красноярский край        | Наталья Соколова Красноярский край | Мария Шекерова Татарстан Евгения Кондрашова Ленинградская область                                                |